# Josef Hoffmann
Josef Hoffmann (nascut a Brtnice, en txec, en alemany Pirnitz, actualment a la República Txeca, el 15 de desembre de 1870 – mort a Viena, Àustria, el 7 de maig de 1956) fou un arquitecte austríac que també dissenyà mobles i altres béns de consum.
Des de 1887, Hoffmann va assistir a les classes de l'escola tècnica de Brünn, on estudià els mètodes de l'arquitectura acadèmica clàssica. Fou becari en pràctiques, com estudiant d'arquitectura a la ciutat de Würzburg. Des de 1892 continuà els estudis a l'Acadèmia de Belles Arts de Viena, on el seu mestre, Karl Freiherr von Hasenauer estava en el cim de la seva popularitat degut als edificis que projectava en la Ronda de Viena (Ringstraße).
Otto Wagner, el més famós dels arquitectes austríacs al final del segle xix, es feu càrrec de les classes a la mort de Hasenauer. Hoffmann obtingué el «Prix de Rome» per la qual cosa va fer una estada d'un any a Itàlia. Al seu retorn, entrà a treballar a l'estudi (música) de Wagner on va conèixer l'arquitecte Josef Olbrich.
Juntament amb Gustav Klimt, Josef Olbrich, Koloman Moser i Rudolph Bacher, entre d'altres, fou un dels fundadors de la Sezession vienesa.
També fou un dels fundadors de la «Wiener Werkstätte», un taller per a la producció d'objectes de la Sezession, dirigida pel mateix Hoffmann i Koloman Moser, basat en les teories de Wiliam Morris referents a la unitat entre l'arquitectura i els oficis.
El seu estil fou influït per l'obra de l'arquitecte escocès Charles Rennie Mackintosh i evolucionà des de «l'Art Noveau» vers una personal interpretació de les formes planes : quadrats i rectangles, els anomenats «Quadratl Hoffmann».

## Obres
- Casa de camp de Paul Wittgenstein, 1899.
- Casa doble Moser i Moll, 1900-1901, Viena
- Casa Henneberg, 1900-1901, Viena.
- Casa Spitzer, 1901-1902, Viena.
- Sanatori de Purkersdorf, 1904, Purkersdorf, Baixa Àustria.
- Casa Beer-Hofmann, 1905-1906, Viena
- Palau Stoclet, 1905-1911, Brussel·les
- Casa Hochstetter, 1905-1907, Viena
- Cabaret Fledermaus, 1907, Viena
- Residència Ast. 1909-1911, Viena
- Residència Skywa-Primavesi, 1913-1915, Viena
- Casa de camp Ast, 1924, prop de Velden am Wörthersee a la Caríntia
- Urbanització "Klosehof", 1923-1925, Viena
- Casa Sonja Knips, 1924-1925, Viena
- Urbanització a la Laxenburgerstrasse, 1928-1932, Viena
- Colònia de la Werkbund, 1930-1932, Viena
- Pavelló austríac de la Biennal de Venècia, 1934.